# Jackson (Georgia)
Jackson es un pueblo ubicado en el condado de Butts en el estado estadounidense de Georgia. En el censo de 2000, su población era de 3.934. En el último tiempo el pequeño pueblo ganó fama debido a que allí se filma la exitosa serie de Netflix: Stranger Things

## Demografía
En el 2000 la renta per cápita promedia del hogar era de $28,472, y el ingreso promedio para una familia era de $34,773. El ingreso per cápita para la localidad era de $15,702. Los hombres tenían un ingreso per cápita de $30,331 contra $20,994 para las mujeres.

## Geografía
Jackson se encuentra ubicado en las coordenadas 33°17′37″N 83°57′45″O / 33.29361, -83.96250 (33.293600, -83.962372).
Según la Oficina del Censo, la localidad tiene un área total de 12,3 km² (4,7 mi²), de la cual 12,2 km² (4,7 mi²) es tierra y 0,1 km² (0 mi²) (0.90%) es agua.